# Porosità

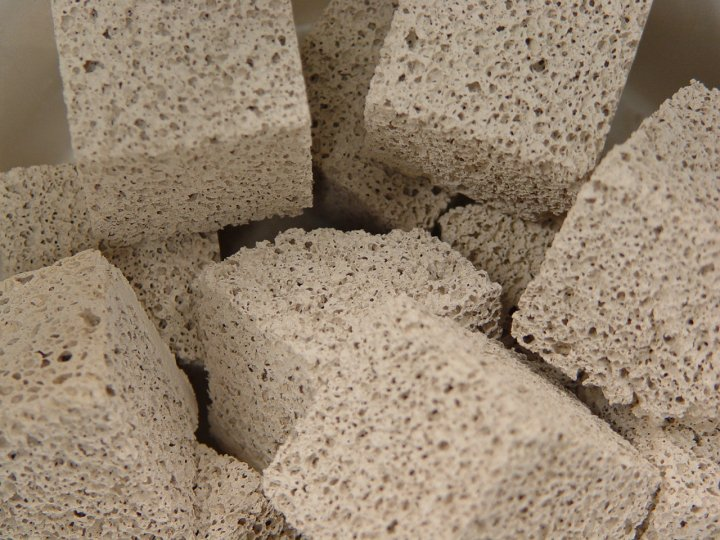
Elementi in materiale ceramico a elevata porosità

La porosità di un materiale è una grandezza scalare ed è genericamente definita come il rapporto tra il volume dei vuoti (pori), Vp e il volume totale Vm del materiale considerato:
{\displaystyle \phi ={\frac {V_{p}}{V_{m}}}}
Da essa dipendono anche la capacità di coibentazione, la resistenza meccanica, la durabilità dei materiali; la sua valutazione è necessaria, in chimica per controllare il grado di avanzamento dei processi di sinterizzazione. Influenza le velocità delle onde sismiche che attraversano il materiale, le densità e quindi le misurazioni gravimetriche e la conducibilità elettrica quando sia saturato con un fluido conduttore elettrico.
La porosità è solitamente intergranulare nei materiali policristallini come acciai e nelle rocce clastiche, intercristallina nei materiali monocristallini, oppure vacuolare in caso di dissoluzione parziale del materiale (come spesso avviene in rocce carbonatiche) o per mancato riempimento sedimentario di cavità originariamente vuote (come l'interno di gusci di micro-organismi) o essere dovuta a microfratture della roccia seguito di sforzi tettonici.
Mentre in metallurgia è fortemente indesiderata in quanto influenza negativamente la resistenza meccanica, in geologia degli idrocarburi è ricercata in quanto denota la ritenzione delle rocce.
La porosità è, inoltre, un parametro fondamentale in geotecnica per la classificazione delle rocce in base alle loro caratteristiche di permeabilità per la determinazione del loro comportamento sotto carico nelle diverse condizioni di saturazione.

## Dimensioni dei pori
In chimica applicata i pori si classificano in base alle loro dimensioni in:
- macropori: più grandi di 50 nm;[1]
- mesopori: di ampiezza compresa tra 2 e 50 nm;[2]
- micropori: più piccoli di 2 nm.[3]

A seconda delle dimensioni dei pori, cambia il particolare meccanismo responsabile della diffusione di materia e le caratteristiche e i fenomeni a esso collegati. Ad esempio nel caso dei mesopori il meccanismo della diffusione di Knudsen è particolarmente rilevante e può avvenire il fenomeno della condensazione capillare.

## Porosità delle rocce
La porosità nelle rocce è compresa tra lo zero teorico (roccia priva di pori) e oltre il 50% (alcuni travertini, ad esempio) e può essere distinta in porosità assoluta (o totale) e porosità aperta (o efficace, o interconnessa). Quest'ultima tiene conto solo dei pori in comunicazione tra loro, cioè indica quella frazione di pori che possono contenere fluidi in grado di muoversi sotto l'effetto della forza di gravità, e costituisce quindi il parametro di interesse per la valutazione dei volumi di risorse naturali contenuti ed estraibili da una roccia serbatoio.
Le argille costituiscono un caso limite in quanto la porosità assoluta può essere molto elevata mentre la porosità interconnessa è prossima a zero. L'efficienza dell'interconnessione tra i pori è uno dei fenomeni che controllano la permeabilità. La differenza tra la porosità totale e quella efficace è chiamata capacità di ritenzione.
I valori della porosità e della sua distribuzione entro un corpo roccioso vengono influenzati dalla diagenesi, che può ridurre la porosità originaria della roccia oppure aumentarla.

### Origine
La porosità può essere classificata in base all'origine:
- porosità primaria (o originaria) quando deriva dal meccanismo che ha generato la roccia, influenza la permeabilità secondo una relazione empirica di tipo {\displaystyle k=\log(\phi )}
- porosità secondaria quando i pori sono creati da variazioni di tipo chimico o meccanico successive alla deposizione del sedimento o alla formazione della roccia. Esempi di porosità secondaria:
  - porosità vacuolare (dovuta a fenomeni di dissoluzione).
  - porosità per dolomitizzazione, silicizzazione, ricristallizzazione.
  - porosità per frattura.

### Fattori condizionanti

#### Natura delle rocce
Nelle rocce sedimentarie clastiche la porosità risente principalmente:
- della granulometria ossia dalla dimensione dei granuli costituenti la roccia: in generale la porosità è maggiore se i granuli che compongono il sedimento sono costituiti da particelle delle stesse dimensioni, ossia un sedimento ben classato, solitamente maturo. I migliori esempi di questo caso sono dati dalle sabbie eoliche dei depositi di dune nel deserto

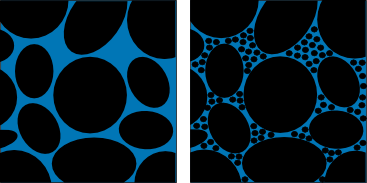
Differenza di porosità fra una roccia clastica ben classata e una mal classata.

- dall'impacchettamento dei granuli, ossia di come si dispongono reciprocamente i granuli nello spazio tridimensionale. Per esempio disponendo delle sfere di uguale diametro secondo una disposizione cubica la porosità teorica è ben calcolabile e pari al 48% (differenza tra il volume di un cubo e quello della sfera inscritta) mentre con una disposizione romboidale questa si riduce al 26%.

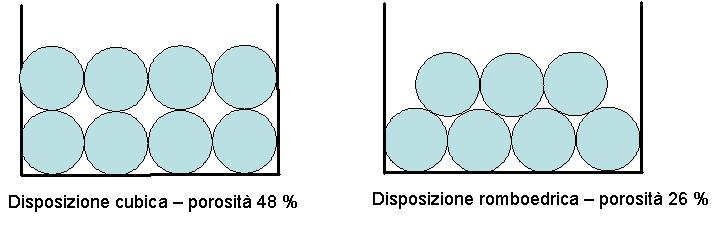
Differenza di porosità fra due rocce teoriche, entrambi costituite da clasti sferici aventi identica dimensione, ma differente arrangiamento dei granuli.

#### Seppellimento nel sottosuolo
In generale la porosità diminuisce con la profondità in quanto la pressione litostatica tende a compattare e occludere gli spazi vuoti e gli effetti della diagenesi sono più marcati. Un'altra frequente causa di riduzione della porosità è data dalle precipitazione di cemento (solitamente calcitico, meno frequentemente siliceo) durante la litificazione della roccia.  Durante la diagenesi è anche possibile aversi la formazione di argilla neogenica nei pori, riducendo anche in questo caso lo spazio dei vuoti all'interno della roccia.
Nelle rocce carbonatiche la porosità è influenzata maggiormente dalle modificazioni chimiche subite successivamente alla deposizione del sedimento, come dissoluzioni e rideposizioni di carbonati, e dalla presenza di fratture indotte dai movimenti tettonici, avendo le rocce carbonatiche un comportamento geomeccanico maggiormente fragile, e quindi più prono alla fratturazione, rispetto alle rocce clastiche terrigene e più sensibile alle variazioni geochimiche del sistema roccia-fluidi permeanti. .
La porosità può diminuire nel tempo anche per effetto di cause indotte dall'uomo come lo sfruttamento delle falde acquifere o la produzione di idrocarburi senza re-iniezione di fluidi nel giacimento o risalita della tavola d'acqua per estrazione troppo rapida. In questi casi si può generare una compattazione per riduzione del volume dei pori, quindi una riduzione dei volumi e un abbassamento dei sedimenti soprastanti con effetti che possono propagarsi fino alla superficie (subsidenza indotta).
In sintesi è possibile affermare che la porosità è correlata al tipo di ambiente di formazione della roccia sedimentaria e alle successive variazioni chimico – fisiche che quest'ultima ha subito. Una veloce migrazione primaria di idrocarburi, in reservoir inconsolidati o ad alta porosità, può inibire la deposizione di cementi carbonatici nei pori preservando la porosità originaria; viceversa nella zona al di sotto della quota della tavola d'acqua niente ostacola la deposizione dei cementi e si viene così a creare una zonazione petrofisica nell'ambito di una roccia, coincidente con la zonazione verticale idrocarburo/acqua.

### Metodi di misura
I metodi di misura della porosità si distinguono in metodi diretti e indiretti. Nel primo caso è disponibile un campione (detto carota) della roccia, mentre nel secondo la porosità è calcolata attraverso la misura di proprietà fisiche correlate con essa.

#### Metodi diretti

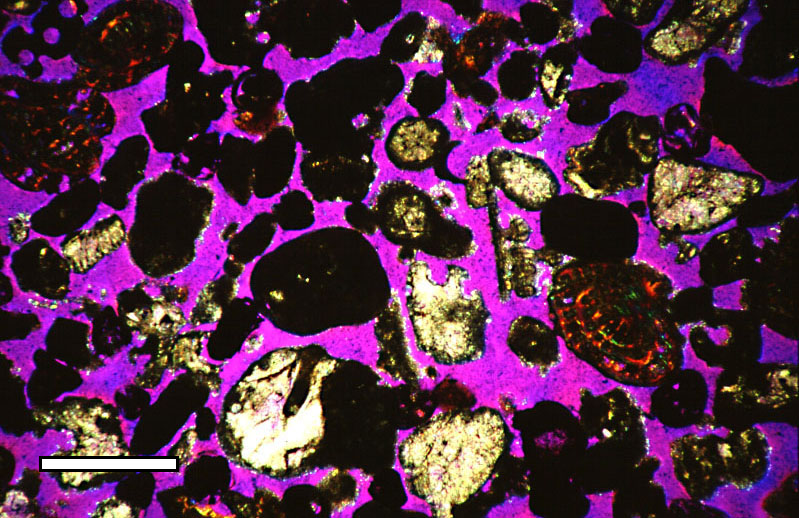
Misura ottica della porosità: in una sezione sottile di roccia carbonatica la porosità appare di colore violetto. La roccia è Eolianite del Pleistocene, dall'isola di San Salvador nelle Bahamas. La barretta indicante la scala corrisponde a 500 micron.

I metodi diretti misurano la porosità effettiva (volume dei soli pori comunicanti) e consistono nella misurazione del volume dei pori e del volume totale del campione. Al vantaggio delle condizioni controllate di laboratorio si oppone il problema di ottenere campioni rappresentativi.
- Per saturazione: il campione viene dapprima seccato e pesato e successivamente saturato con acqua e nuovamente pesato. La differenza è l'acqua penetrata nei pori (quindi il volume dei pori Vp). Il campione saturato viene immerso in acqua per misurare il volume totale (Vn) sfruttando il Principio di Archimede. Questo metodo è correntemente utilizzato per campioni non argillosi, ciò al fine di rendere minimo il rischio di falsare il risultato inducendo un rigonfiamento delle argille al momento della saturazione del campione con acqua. Per una buona valutazione è necessario disporre di pompe ad alto vuoto (10−4 bar) tali da permettere all'acqua di entrare anche nei pori più piccoli.
- Utilizzando la Legge di Boyle: il campione seccato viene posto in una cella di volume noto nella quale viene fatto espandere un volume noto di elio. Misurando la variazione di pressione si ricava il volume della parte solida del campione (la differenza tra il volume totale e il volume dei pori). Il volume totale viene misurato con lo stesso metodo confinando il campione in una guaina impermeabile.
- Misurazione ottica: una sottile lamina del campione viene esaminata al microscopio dove viene rilevata direttamente la superficie porosa. Questo metodo non è applicato frequentemente in quanto è utilizzabile solo per campioni di rocce coerenti ed è soggetto a errori non potendo tener conto dell'estensione dei pori nella terza dimensione.

#### Metodi indiretti
I metodi indiretti generalmente esprimono la porosità totale (volume dei pori comunicanti e no) attraverso la misura di proprietà fisiche in qualche modo correlabili con essa.
Le misurazioni avvengono calando nei pozzi delle apparecchiature elettroniche che registrano in continuo le proprietà di interesse.
- Misure acustiche: l'apparecchiatura è dotata di una sorgente che emette onde acustiche alla frequenza di 20 kHz e di un ricevitore che registra il tempo impiegato dall'onda di compressione a percorrere la distanza tra i due. Nota la litologia e il tipo di fluido contenuto nei pori la porosità è calcolata applicando una relazione empirica nota come Legge di Wyllie.

{\displaystyle \phi ={\frac {\Delta T_{log}-\Delta T_{ma}}{\Delta T_{fl}-\Delta T_{ma}}}}
dove
{\displaystyle \Delta T_{log}}è il tempo misurato dallo strumento (tempo di transito nella roccia).
{\displaystyle \Delta T_{ma}} e :{\displaystyle \Delta T_{fl}} sono i tempi di transito della matrice rocciosa (porosità nulla) e del fluido saturante i pori.
- Misure di densità: l'apparecchiatura si compone di una sorgente e di un ricevitore di raggi gamma. Viene misurata la quantità di raggi gamma non assorbiti dal mezzo (roccia e fluidi) che dipende dalla sua densità elettronica. La densità vera è calcolata note le relazioni che la legano alla densità elettronica. La porosità è calcolata applicando una relazione analoga alla Legge di Wyllie:

{\displaystyle \phi ={\frac {\rho _{ma}-\rho _{b}}{\rho _{ma}-\rho _{fl}}}}
dove
{\displaystyle \rho _{b}} è la densità misurata e :{\displaystyle \rho _{ma}} e :{\displaystyle \rho _{fl}} sono rispettivamente la densità della matrice rocciosa (porosità nulla) e del fluido saturante i pori.
- Misure neutroniche: si basano sulla misura della perdita di energia cinetica dei neutroni ad alta energia emessi da una sorgente. La perdita di energia è massima nelle collisioni con i nuclei di idrogeno (aventi massa identica) presenti nella roccia, che per la massima parte si trovano nelle molecole della componente fluida (acqua o idrocarburi) che occupa il volume poroso.
- Misure di conduttività elettrica: principio basato sulla Legge di Archie, lega la porosità di una roccia sedimentaria alla conduttività elettrica, alla sua saturazione in acqua salata e alla bagnabilità della roccia (all'acqua o all'olio).

## Porosità del calcestruzzo
Il calcestruzzo, anche se realizzato a regola d'arte, è un materiale poroso.
Nel conglomerato cementizio si possono presentare diversi tipologie di pori:
- porosità da gel: sono i vuoti presenti all'interno dei prodotti idratati del cemento. Hanno dimensioni molto ridotte, pari a circa 1-10 nm, e occupano il 28% del volume occupato dai prodotti idrati della pasta cementizia. Per la natura dei pori da gel, tale percentuale non può essere ridotta essendo una proprietà intrinseca della pasta di cemento;
- porosità capillare: è la porosità presente tra i prodotti idratati del cemento. Tali micropori hanno forma irregolare e dimensioni comprese fra 0,1 e 10 μm. Tale porosità può essere ridotta riducendo il rapporto acqua/cemento, il che comporta un minore tenore di acqua libera che evaporando lascia dei vuoti superficiali, e aumentando il grado di idratazione del cemento che può essere compromesso dall'eccessiva evaporazione superficiale (producendo un essiccamento precoce della zona corticale del calcestruzzo, può causare una incompleta idratazione del cemento della pelle rendendo la superficie del conglomerato più porosa). Per ridurre il rapporto a/c senza compromettere la lavorabilità del calcestruzzo fresco, si possono adottare additivi fluidificanti o superfluidificanti, mentre per aumentare il grado di idratazione del cemento e ridurre l'evaporazione superficiale del calcestruzzo scasserato si deve ricorrere a una idonea stagionatura;
- macrovuoti: sono visibili anche a occhio nudo e sono causati da una incompleta espulsione dell'aria nella miscela fresca durante la fase di costipamento. La presenza dei macrovuoti è indesiderata e può essere ridotta e/o eliminata mediante una più accurata fase di costipamento e utilizzando calcestruzzi a maggiore lavorabilità;
- microbolle: generate dal volontario inglobamento nella miscela di aria. Vengono creati mediante l'utilizzo di additivi areanti per migliorare la resistenza ai cicli di gelo e disgelo dei conglomerati cementizi. Tali pori hanno forma sferica di dimensioni comprese fra i 100 e i 300 μm.
- porosità presente negli inerti specialmente se artificiali.

La presenza eccessiva di vuoti nel calcestruzzo è causa di una riduzione della resistenza meccanica e del modulo elastico del materiale; inoltre la presenza di una porosità continua, tale da rendere il calcestruzzo permeabile agli agenti atmosferici, è tale da compromettere anche la durabilità del materiale, mentre quella discontinua non influenza la durabilità, anzi nel caso delle macrobolle la migliorano poiché rendono il materiale più resistente all'azione del gelo.
Pertanto occorre prendere tutti gli accorgimenti necessari a ridurre sia i macropori sia la porosità capillare, che costituiscono l'aliquota della porosità non desiderata e facilmente eliminabile.

### Metodi di misura
Può essere determinata con l'impiego del porosimetro secondo la procedura descritta alla norma UNI EN 12350-7:2009 - Prova sul calcestruzzo fresco - Parte 7: Contenuto d'aria - Metodo per pressione.
Il contenuto di aria in ogni miscela di calcestruzzo prodotta dovrà essere conforme a quanto indicato nella tabella 3.1, in funzione del diametro massimo dell'aggregato e dell'eventuale esposizione alla classe XF (strutture soggette a cicli di gelo-disgelo in presenza o meno di sali disgelanti) per le quali è richiesta l'introduzione nella matrice cementizia, mediante opportuni additivi areanti, di bolle d'aria di dimensioni superiori a 100 µm (100 - 300 µm).

## Altri materiali
La porosità di un materiale granulare viene in geotecnica anche chiamata grado di vuoto o indice dei vuoti ε, e il suo complemento a 1 è chiamato grado di pieno α, per cui si ha:
α = (1-ε)